# Schoonbron
Schoonbron (Limburgs: Sjuèmer) is een gehucht in het zuiden van de Nederlandse provincie Limburg. Het gehucht ligt in het Heuvelland, aan de Geul en aan de weg tussen Schin op Geul en Wijlre. Oude kaarten vermelden de plaats als Schonboren (1840) en Schoonborn (1866 en 1924). De naam stamt vermoedelijk af van de zuivere bron die hier ontstond. Deze bron loopt richting de Geul.
Een deel van de buurtschap behoorde tot 1982 nog toe aan de gemeente Wijlre.
Aan de zuidwestzijde van het gehucht ligt de Sousberg. Verder stroomt door Schoonbron de Scheumerbeek, die het gehucht scheidt van de kern Schin op Geul.
In Schoonbron staat de Mariakapel die gebouwd werd na de Tweede Wereldoorlog uit dank dat het gehucht de oorlog goed had doorstaan.

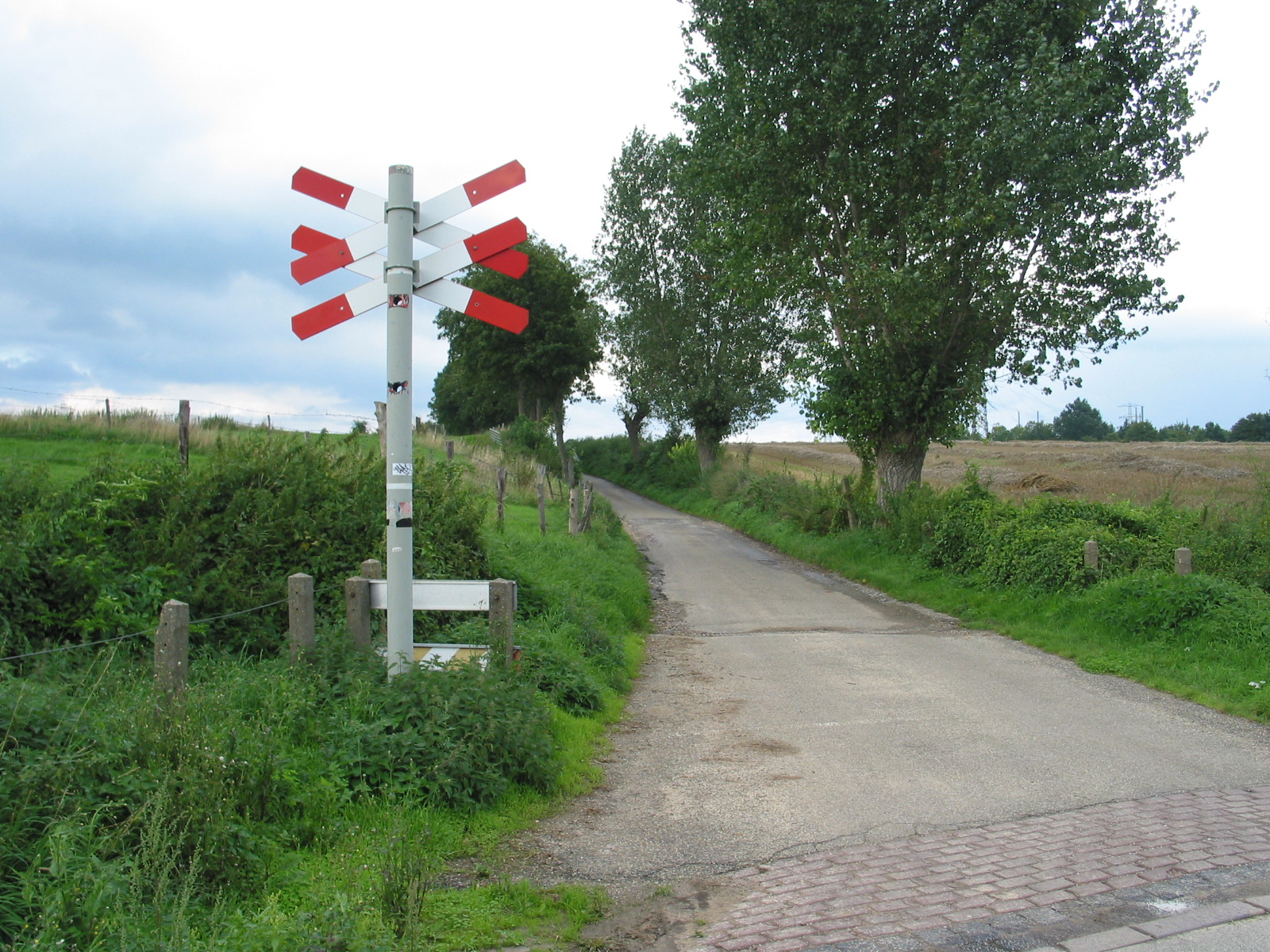
Onbewaakte overweg van de 'Miljoenenlijn' bij Schoonbron

Dorpen: Berg · Broekhem · Houthem · Oud-Valkenburg · Schin op Geul · Sibbe · Valkenburg · Vilt

Gehuchten: Emmaberg · Engwegen · Geulhem · Heek · Heerstraat · IJzeren · Keutenberg · Neerhem · Plenkert · Schoonbron · Sint Gerlach · Strabeek · Strucht · Terblijt · Vroenhof · Walem

Limburg: Steden en dorpen      Nederland: Provincies · Gemeenten